# Bacia do Rio Corrente
A Bacia do Rio Corrente é um território de identidade e situa-se na região oeste da Bahia, está localizado em uma das extremidades do estado, limitando-se ao Sul com a bacia do Rio Carinhanha (divisa com Minas Gerais), ao norte com a bacia do Rio Grande, a leste com o Rio São Francisco e a oeste com a bacia do Rio Tocantins, limite da divisa entre os estados da Bahia e de Goiás. O Território da Bacia do Rio Corrente é o 23° território de identidade do estado da Bahia e a cidade pólo está a 930km de Salvador (capital baiana).
Municípios: 
1. Brejolândia
2. Canápolis
3. Cocos
4. Coribe
5. Correntina
6. Jaborandi
7. Santa Maria da Vitória
8. Santana
9. São Félix do Coribe
10. Serra Dourada
11. Tabocas do Brejo Velho

A maioria da população rural é composta por pequenos produtores que se enquadram nas exigencias do Programa Nacional de Fortalecimento da Agricultura Familiar – PRONAF. Igualmente, destaca-se o potencial para o desenvolvimento de agronegócios na região dos Cerrados que abrange os municípios de Cocos, Correntina e Jaborandi, onde se encontram implantados grandes projetos de agricultura, de sequeiro e pecuário, com tecnologias inovadoras e alto índice de produtividade.
Além disto, o Rio Corrente tem como características positivas a disponibilidade de recursos hídricos (rios e águas subterrâneas); a qualidade e topografia dos solos (planos); o Índice pluviométrico satisfatório para as atividades praticadas. Sua posição geográfica estratégica, de fácil articulação com o centro Sul e o Nordeste do Brasil, as condições climáticas, pedológica e topográfica propiciaram o desenvolvimento da lavoura irrigada e mecanizada, com alto índice de produtividade de grãos, tornando a região uma das áreas de maior interesse econômico do país sob o ponto de vista agrícola.
Assim, profundas transformações ocorreram e continuam ocorrendo na região, com bruscas modificações e adaptações de ordem ambiental, socioeconômica e cultural. Neste contexto, a ocupação da zona rural e a exploração dos recursos naturais ocorreram de forma desordenada e predatória, exigindo hoje medidas urgentes de controle e ordenamento.
Este modelo se expandiu e consolidou, causando grandes conflitos ambientais e sociais entre posseiros e fazendeiros chegados de outros estados, principalmente do Sul do país. Posseiros perderam suas terras e agricultores foram assassinados por pistoleiros a mando de fazendeiros. Vários rios já secaram por causa das grandes áreas desmatadas para produção de carvão. Inúmeros são os trabalhadores encontrados em regime de escravidão, principalmente nos municípios de Correntina, Cocos e Jaborandi. A região de Santa Maria da Vitória tem sido palco de grandes problemas ambientais e sociais.
Por todas estas razões, o Território da Bacia do Rio Corrente tem como grande missão atuar junto à população destes municípios em defesa do Cerrado, das águas e dos agricultores camponeses e buscando fortalecer a Agricultura Familiar e as produções culturais.
É importante destacar o surgimento de organizações sociais representativas do povo, a exemplo, dentre outras, do Sindicato dos Trabalhadores Rurais de Santa Maria da Vitória e São Félix do Coribe. Criado em 1974, como instrumento de luta e representação dos trabalhadores do campo, o STR foi importante instrumento de defesa da categoria. A partir daí os trabalhadores rurais dos demais municípios também organizaram seus sindicatos, bem como as associações de pequenos produtores rurais que, mesmo com suas limitações, vem lutando por melhoria das suas condições de vida. As mulheres campesinas também vêm constituindo suas próprias organizações. Outra organização importante é a PJMP, que contribui para um processo de conscientização da juventude tanto urbana como rural.
Não obstante, o Território ainda apresenta certos aspectos negativos, tais como a deficiência de infra-estrutura devido a grande extensão do Território, a carência na assistência técnica pública; o expressivo número de imóveis rurais sem o Título de Domínio;o elevado índice de inadimplência dos agricultores familiares junto às instituições de crédito; as constantes abusos ao meio ambiente através das queimadas e desmatamento desordenado.

POPULAÇÕES TRADICIONAIS
POVOS DOS GERAIS
O poder atribuído aos grandes proprietários de terras, através das sesmarias, achou no isolamento com o litoral as condições ideais para se perpetuar. A grande extensão e o preço das terras existentes inibiam qualquer intenção de demarcá-las. No entanto, as terras, apesar de livres das cercas, possuíam donos, respeitados e conhecidos por todos, modernamente denominados de coronéis, geralmente grandes criadores de gado, senhores do público e do privado.
Nesse cenário, além dos coronéis, viviam os vaqueiros – responsáveis pela lida com o gado -, os pequenos produtores – que se dedicavam única e exclusivamente à agricultura de sobrevivência, principalmente às margens dos rios – e os barqueiros, que faziam o transporte de cargas nos rios. Os comerciantes da região eram os próprios coronéis e grandes fazendeiros, que viam no comércio mais uma forma de acumular riquezas e aumentar o seu poder.
Além desses elementos, observou-se a existência dos “geralistas” ou, habitantes das áreas de cerrados no oeste da Bahia, principalmente as povoações dos vales dos rios Grande e Corrente, que possuíam minguados recursos e viviam da caça, da indústria extrativa e de roças de mandioca, sendo a extração do látex da mangabeira a sua atividade mais lucrativa. Essa atividade foi apontada pelo IBGE (1958), como o principal fator de prosperidade do povoado de Barreiras na segunda metade do século XIX.

COMUNIDADES DE FUNDO DE PASTO
Constituído por áreas de uso coletivo da terra, por comunidades em geral com grau de parentesco. Nesta região não muito comum as pessoas chamar de fundo de pasto, mas de “Solta”. Nestas áreas é comum criarem animais de pequeno e grande porte, como: caprinos, ovinos e gado. Com a grilagem de terras nos gerais, muitos agricultores perderam suas áreas. Recentemente foi criada uma associação de fundo de pasto na região de Mutum – município de Santa Maria da Vitória, com o objetivo de fortalecer a luta pela posse da terra e garantir a preservação do meio ambiente, de onde é tirado o sustento das famílias.

COMUNIDADES QUILOMBOLAS
O centro do Brasil foi onde se criou uma população quase isenta de influência externa. Na bacia do São Francisco, o sertanejo tem a mesma característica em Minas, Bahia, Pernambuco, Maranhão e Piauí, sendo que os sertanejos baianos eram mais semelhantes aos seus congêneres de outros estados do que aos habitantes do Recôncavo. As diferenças de hábitos e de costumes entre a população litorânea da Bahia e os habitantes dos sertões foram também observadas por Euclides da Cunha.
Apesar da formação étnica dos habitantes do vale do São Francisco ser galgada pelos mesmos elementos que formaram a população brasileira, no vale do São Francisco tal miscigenação possuiu uma forma peculiar. Os índios que habitavam a região tinham uma diversidade étnica muito grande por causa das migrações.
Os negros, por sua vez, pouco foram usados como escravos na região e muitos dos que lá se fixaram eram foragidos de diversas etnias africanas. Quanto aos portugueses, constituíam-se num dos povos mais miscigenados da Europa.
A cultura também se formou de maneira singular. A formação católica foi predominante, porém a presença da igreja católica na região foi deficiente, levando os princípios católicos a serem desnaturados nas classes mais baixas, dando origem a crendices e superstições que sustentavam os valores morais e as regras de conduta da sociedade.
Nas conversas com os movimentos sociais do território, até o momento nenhuma comunidade de remanescentes de quilombos foi reconhecida, nesse território, muito menos trabalhada para o seu reconhecimento. Embora haja, porém, uma identificação de quatro comunidades com características definidas de negros no município de Santa Maria da Vitória (Currais, Montevidinha, Cafundó dos Crioulos e Água Quente), carecendo, portanto de acompanhamento por parte dos governos.

COMUNIDADES INDÍGENAS
As tribos indígenas que habitavam os sertões do São Francisco antes do descobrimento eram formadas por raças não Tupis. Assim, habitavam o vale do rio as tribos Gês: Massacarás, Pontás e Aracujás. Ao norte, eram encontrados os Pimenteiras e os Cariris de origem Caraíba. O certo, porém, é que os conquistadores portugueses viram no mundo indígena brasileiro através dos Tupis, índios de índole mais amistosa, que forneceram guias, ensinaram os costumes nativos e aplicaram apelidos de seu idioma às outras tribos Tapuias e aos acidentes geográficos. Isso, de certa forma, dificultou os estudos sobre outras culturas indígenas do Brasil pré-descobrimento (Rêgo, 1935).
Com o início da colonização portuguesa, no século XVI, muitas tribos indígenas foram expulsas do litoral, passando a habitar a região central do atual estado da Bahia. Foi através dos relatos indígenas que os portugueses tomaram conhecimento da existência de um grande rio no interior das terras brasileiras, onde a existência de ouro e pedras preciosas seria abundante. Com o intuito de desbravar o território, foram organizadas expedições, as conhecidas Entradas e Bandeiras, que na Bahia não tiveram grande sucesso devido aos obstáculos oferecidos pela densa floresta. As expedições que conseguiram adentrar pelos sertões pouco concretizaram em termos de povoamento, pois se dedicavam unicamente à exploração do território.
Com a introdução do cultivo da cana-de-açúcar no Recôncavo Baiano, abrandou-se o interesse pela conquista dos sertões do São Francisco. Embora totalmente desvinculada do primeiro ciclo econômico colonial, o Ciclo da Cana-de-açúcar, a região começou a ser ocupada ainda no século XVI, porém sua ocupação nesse período esteve ligada a expedições para a captura do índio, que era utilizado como escravo nos canaviais (Santos Filho, 1989). Com a chegada dos escravos africanos, diminuiu o interesse pela captura de índios.
Na enciclopédia dos municípios brasileiros, no item sobre o histórico de Barra, município localizado no Oeste baiano, na confluência do rio Grande com a margem esquerda do rio São Francisco, pode se ler a respeito dos conflitos pela terra que travaram os índios, primitivos ocupantes do vale, e os civilizados, ao longo do processo de conquistas e desbravamento do território e da fixação do colonizador nessas paragens.
Além dessas citações referente aos grupos tribais com os quais o colonizador se deparou na região, o mapa de Nimuendajú relaciona – ao longo do vale do São Francisco e de seus tributários, entre os séculos XVI e XVIII, no trecho superior – os Abaeté, Tamoio e Cataguaz. No trecho médio, os Xacriaba, Acroá (estes, no trecho superior do rio Corrente, no século XVIII), Aricobé, Tabajara, Amoipira, Tupináa, Ocren, Sacragrinha e Tupinambá, E, no trecho das Corredeiras, registra os Ponta e os Massacare, Tamanquim, Caripó, Dzubucua-cariri, Poria e Pancaruru, Rodela, Tusha, Ouesque, Uma e Vouve, Cariri, Huanoi e Choco, Carapató e Fulmiô, Guaranhum, Aramuru, Choco, Acon, Caxago, Boime e Caeté. A estes grupos, Senna acrescenta os Abatirá, Candidé, Catolé, Caipó, Guaíba, Crixá, Cururu, Goiana, Kiriri, Tremembé e Tupi. Hoenthal cita os Ansu, Avi Cajaú, Cariri, Maquaru, Moricuito, Ponta, Praki e Tacoruba. Pinto relaciona, entre outros, os Anaió e Tamaguiú. Algumas liçõs se põem extrair dessas citações, mas outras são por demais óbvia e outras carecem de certo detalhamento.
A leitura das citações anteriores deve levar em conta que a expansão dos currais deparou com grande número de grupos tribais em todo vale do São Francisco.
Os desbravadores eram portadores de concepções de propriedade, de homem e de mundo, diversas e antagônicas às concepções indígenas. Para estes, a terra era propriedade ou posse comunal, e não individual. Frequentemente, o território indígena era mais domínio que propriedade, sancionado por costumes e tradições ligados à origem de grupo, aos seus antepassados ao passo que a terra, para o desbravador, reveste-se de um caráter privado e tem um significado econômico voltado para o mercado, bem como um significado social e político associado a interesses de prestígio e de poder.
Devido às características socioculturais das populações indígenas, o relacionamento com a terra, com as matas, com o rio, normalmente, trazem imbricadas relações de parentesco, iniciativas econômicas, ritos e crenças acerca da vida e da morte – o natural e o social estão entrelaçados e introjetados no modo de viver da sociedade. Na dinâmica socioeconômica indígena, o solo se esgota rapidamente e em seguida é abandonada – provocando o deslocamento constante no território; a caça e a pesca rotineiramente podem forçar caminhadas para abastecer o grupo. Essas e outras razões mostram que a comunidade indígena carece de amplos espaços para manter sua autonomia econômica e cultural como povo.
A concepção dos desbravadores era outra, de caráter privatista, individualista, ligada ao propósito de valorização econômica e ao desejo de criar fortuna. O índio era um obstáculo para o seu projeto de apropriação efetiva do território. Aos olhos da maioria, o índio era um pobre ignorante, um pagão que podia e deva ser removido para implantação de fazenda. Afinal, tanta terra em poder de índio era um desperdício.
A política indigenista, colocada em prática na época, resultou em atração do índio para a catequese (o índio era educado segundo o modelo cristão-eurocêntrico e se integrava à ordem dos civilizados, principalmente como fiel e como mão-de-obra); o índio era combatido por meio de guerras, sendo exterminado ou combatido em prisioneiro (mão-de-obra escrava). O índio migrava para outras terras distantes do colonizador. Em outras palavras, a política utilizada para viabilizar a colonização significava, em primeiro lugar, a expropriação do índio.

SÍTIOS ARQUEOLÓGICOS
Entre 1980 e 1987, pesquisas arqueológicas descobriram e cadastraram várias dezenas de assentamentos indígenas distribuídos sobre o vale do São Francisco e próximo de seu tributário, o rio corrente, e aos afluentes Arrojados, Formoso, das Éguas ou Correntina, do Meio, Santo Antonio, em terras dos atuais municípios de Correntina, Jaborandi, Santa Maria da Vitória, Santana e São Desidério.
Os sitos arqueológicos pesquisados ocupam áreas de cerrado e áreas de mata, uns localizados a céu aberto e outros no interior de grutas calcárias, formando um amplo e variado material recuperado de grupos pré-ceramistas e de grupos ceramistas. Os mais antigos, os pré-ceramistas, viviam da caça, da pesca, da coleta de mel, raízes e frutas, ao posso que os mais recentes, em geral ceramistas praticavam uma cultura rudimentar.
Esses grupos, do ponto de vista cronológico, seguramente e sem exagero cobrem os últimos 12.000 anos, para ficarmos restritos a valores confiáveis. Isso porque datações realizadas em material obtido em escavações no Morro Furado, entre Coribe e Santa Maria da Vitória, alcançaram valores em torno de 26.970 e 43.000 anos antes do presente. Está documentada na arte rupestre encontrada em dezenas de grutas e paredes calcárias espalhadas pelos municípios de Correntina, Santana e Santa Maria da Vitória e prolonga-se por todo o vale; está presente, também, nos sítios arqueológicos existentes e nos laboratórios de pesquisa arqueológica de várias instituições. Trata-se de testemunhos materiais que revelam o modo de vida e o processo de apropriação da natureza por parte dessas populações.
Alguns remanescentes dessas populações milenares vivem hoje no Nordeste, no Centro-Oeste e na Amazônia. Muitos perderam sua identidade, ouros procuram mate-la e recuperá-la. Muitos grupos procuram se organizarem e reivindicar seus direitos históricos, relativos à terra e a outros aspectos como saúde, educação e alimentação.

Disponível em: https://muraldooeste.com/o-territorio-da-bacia-do-rio-corrente/. Acesso em: 19/07/2019.
Fonte: Retirado do Plano territorial de desenvolvimento sustentável da Bacia do Rio Corrente com contribuições e adaptações de Robson Vieira